# Jalpaiguri (stad)

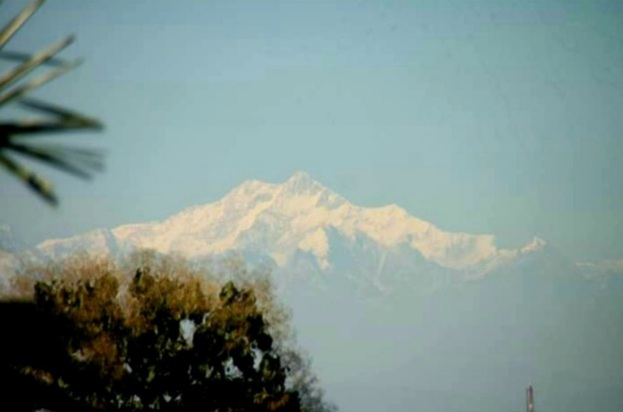
Zicht op de Kangchenjunga vanuit Jalpaiguri (oktober 2020)

Jalpaiguri (Bengaals: জলপাইগুড়ি) is een stad in de Indiaase staat West-Bengalen. Het vormt een dubbelstad met de 35 km noordwestelijker gelegen stad Siliguri. De stad is de hoofdstad van het district Jalpaiguri en van de divisie Jalpaiguri die de vijf naburige districten die Noord-Bengalen vormen groepeert. Bij de census van 2011 woonden in Jalpaiguri 107.341 inwoners. 
De stad ligt aan de oevers van de rivieren Teesta en Karala, aan de voet van de Himalaya. Tot 2015 bevonden zich in de omgeving van de stad de Cooch Behar-enclaves die na een regeling tussen Bangladesh en India met uitzondering van een enclave onderling werden uitgewisseld. Jalpaiguri is de zetel van het rooms-katholiek bisdom Jalpaiguri.
De stad wordt ontsloten door Indian Railways en ligt op het kruispunt van de Barauni–Guwahati en de New Mal–New Changrabandha–New Cooch Behar spoorlijnen, maar ligt ook voor wegverkeer aan de Indiaase National Highway 27, onderdeel van de Asian Highway 2. Bhutan legt bussen in naar Jalpaiguri vanuit Phuntsholing via de Indiaase grensstad Jaigaon.

## Etymologie
De naam "Jalpaiguri" komt van het woord "Jalpai", wat Ceylon-olijf betekent, die in de stad en aangrenzende gebieden groeide. En "Guri" betekent een plaats.